# Chris Okoh
Chris Okoh (5 giugno 1976) è un ex calciatore nigeriano naturalizzato maltese, di ruolo difensore.

## Carriera

### Club
Ha giocato nella massima serie del campionato maltese con varie squadre.

### Nazionale
Di origini nigeriane, con la Nazionale maltese ha giocato 3 partite nel 2001.